# Palmarosa
Palmarosa (Cymbopogon martinii), ook wel Indische geranium genoemd, is een welriekende grassoort.
Door het hoge gehalte aan geraniol is de etherische olie van palmarosa geliefd in parfums en als geurstof. Het is een vaste plant die tot 150 cm hoog wordt.
Palmarosaolie wordt ook in de aromatherapie gebruikt, onder meer omdat het een kalmerende werking zou hebben.